# Borrestil

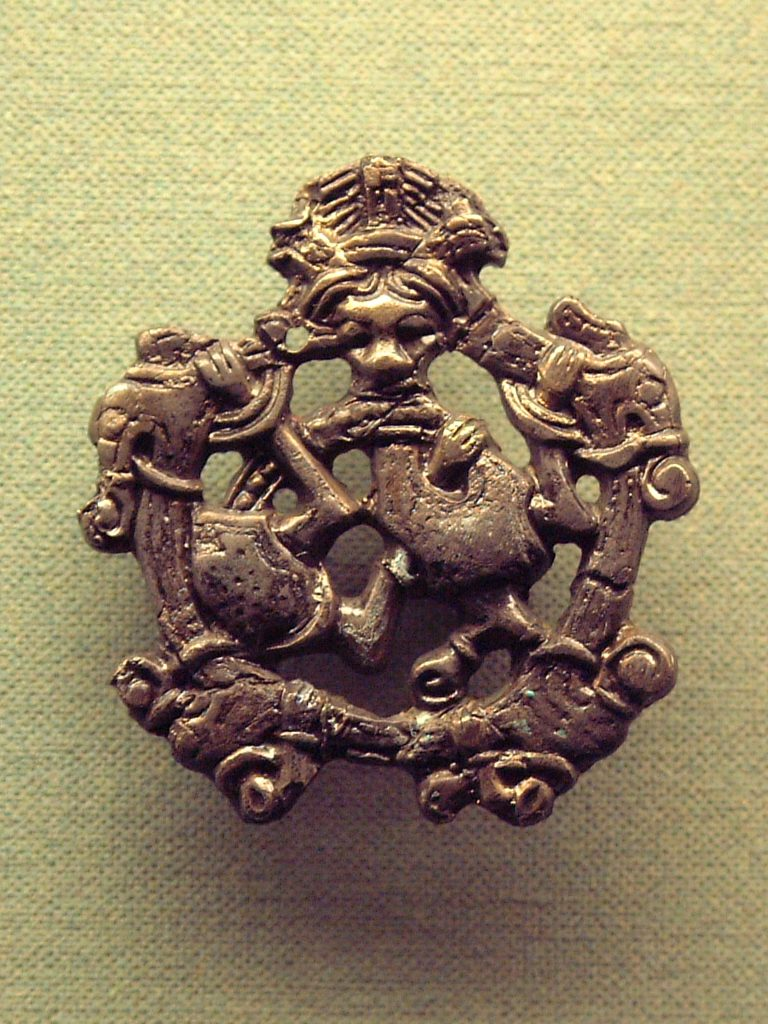
Bronsfibula från Hedeby i Borrestil.

Borrestil är en vikingatida djurornamentik som uppkom under 800-talet och som har fått sitt namn efter gravfältet Borrehögarna i Vestfold, Norge.
Något som delas med andra stilar är gripdjur och djur med bandformig kropp. Dessa har i borrestilen ofta bakåtvända huvuden och är insnärjda av smala band, medan stränga symmetriska knutbroderier är det mest karakteristiska med stilen.